# Crepidophryne
Crepidophryne är ett släkte av groddjur. Crepidophryne ingår i familjen paddor.
Kladogram enligt Catalogue of Life:
| Crepidophryne | \| \| Crepidophryne chompipe \| \| \| \| \| \| Crepidophryne epiotica \| \| \| \| \| \| Crepidophryne guanacaste \| \| \| \| |
|               | \| \| Crepidophryne chompipe \| \| \| \| \| \| Crepidophryne epiotica \| \| \| \| \| \| Crepidophryne guanacaste \| \| \| \| |
|               | Crepidophryne chompipe |
|               | |
|               | Crepidophryne epiotica |
|               | |
|               | Crepidophryne guanacaste |
|               | |